# Etiópia a 2006. évi téli olimpiai játékokon
Etiópia az olaszországi Torinóban megrendezett 2006. évi téli olimpiai játékok egyik részt vevő nemzete volt. Az országot az olimpián 1 sportágban 1 sportoló képviselte, aki érmet nem szerzett. Etiópia először vett részt a téli olimpiai játékokon.

## Sífutás
Férfi
| Versenyző         | Versenyszám | Eredmény | Helyezés |
| ----------------- | ----------- | -------- | -------- |
| Robel Teklemariam | 15 km       | 47:53,8  | 83.      |